# Универзитет отвореног типа за учење на даљину у Мексику
Универзитет отвореног типа за учење на даљину у Мексику (шп. Universidad Abierta y a Distancia de México) је институција високог образовања специјализована за образовање на даљину, са јавним и слободним статусом, деконцентрисана од Секретаријата за јавно образовање и проглашена универзитетом 19. јануара 2012. у Службеном листу Федерације Мексика. Универзитет је почео са радом 2009. године.
Универзитет отвореног типа за учење на даљину у Мексику је први непрофитни, бесплатни, акредитовани универзитет у Америци. Седиште је у Федералном округу, а ректора непосредно бира председник Републике. Универзитет је овлашћен да издаје сертификате, основне и постдипломске дипломе онима који су завршили високо образовање у складу са њиховим плановима и програмима. Стручни назив се стиче одбраном јавне дисертације у којој је изложен и одбрањен оригинални пројекат.
Сви предмети се предају путем интернета, користећи предности технолошких алата комуникације. Програми различитих смерова су подељени на семестре од којих се сваки састоји од два блока формирана од по три предмета. Након завршене прве две године се стиже звање Виши универзитетски техничар (шп. Técnico Superior Universitario title), а на крају четврте године шп. Licenciatura title.